# 綾崎ハヤテ
綾崎 ハヤテ（あやさき ハヤテ、綾崎 颯、リン・チーサー）は、畑健二郎の漫画作品及びそれを原作とするアニメおよび台湾ドラマ『ハヤテのごとく!』に登場する架空の人物で、本作の主人公。主人である三千院ナギに執事として仕えている。アニメでの声優は白石涼子。台湾ドラマでの出演はジョージ・フー。
なお、当該作中登場人物の一人である西沢歩については、作中では主に「西沢さん」の呼称が用いられるが、本項では以下「歩」と表記する。

## プロフィール
- 誕生日：11月11日
- 年齢：16歳
- 血液型：A型
- 身長：168cm、体重：57kg（体脂肪率は1桁）
- 好き、得意：バイオリン、サバイバル（どんなところでも生きていけます）
- 苦手：女の子[注 1]

## 経歴
綾崎家の次男で、家族構成は父・瞬、母、兄・イクサ（いずれも消息不明）。両親揃ってギャンブル好きの無職という境遇のため、幼少期から生活費を稼ぐために年齢を誤魔化して給料の高いアルバイトをしてきた。母親はハヤテが病気で寝込んでいても看病を放棄しパチスロに通い、父親は幼いハヤテに詐欺を手伝わせたりするなど悲惨な家庭環境で育つ。なお、「ハヤテ」という名前は、「借金取りから疾風（ハヤテ）のように逃げられる強い子に育って欲しい」という理由で父親に名付けられた。
2004年（アニメでは200X年）のクリスマスイブに、両親が1億5680万4000円の借金返済のため、ヤクザに息子を売却し失踪。所持金も12円しかなく、営利誘拐を企み公園にいたナギに声を掛けたが、紛らわしい言い方で愛の告白と誤解されナギの好意を受け、住み込みの執事として雇われる。月収約32.5万円だが、ほとんどを借金返済に充てているので、月5000円未満の生活費で暮らしている。
借金はナギが立て替え払いし、約40年かけてナギに返済することになった。借金については、他にもワタルのレンタルビデオ店で、父がハヤテの顔写真で借りていたビデオの158万円の延滞料金が判明。さらに借金が増加したが、ビデオテープを弁償する形で決着をつけた。その後、1億5千万をかけた修学旅行のサバイバルレースに勝利し、大部分を返済した。
なお「空想法律読本3」ではハヤテの借金問題が考察されており、結論として「法律上はハヤテは両親が亡くならない限りは両親に対してもナギに対しても借金を返済する必要はない」という趣旨の記述がある。
元は自分で学費を稼ぎながら都立潮見高校に在学していたが、両親が授業料の返還目当てに退学手続きを行っていた。その後、白皇学院高等部の編入試験を受け、雪路やクラウス、タマの妨害やいたずらの影響があったせいで合格ラインまで1点足りず不合格となってしまったが、マリアの推薦状により合格にしてもらう。ナギや生徒会3人娘と同じ1年7組に編入した。2年進級時には、ナギや生徒会3人娘の他に、ヒナギク・伊澄・ワタル・愛歌・千桜・東宮・虎鉄も同じクラスとなる。担任は、1年編入時と同じく雪路。潮見高校時代は成績は良かったが、白皇では編入生のためテストでは高得点を取らなければならず、定期試験では落第ギリギリであった。しかし、努力の甲斐もあり小テストで92点を取るまでに成長している。白皇の学生番号は、1929979003906。
ナギが三千院家の遺産相続権を失った現在もナギの執事をしているが、「ムラサキノヤカタ」を「執事付き」と言う謳い文句で売り出しているため、「ムラサキノヤカタ」の住人全体の執事となっている。その他、家事全般のサポート等も行っており、それでいて勉強も予習・復習まできっちり行っているため、睡眠時間は短く、常人ならば過労死してもおかしくないような生活を送っている。

## 人物像
読み切り版では苗字の読み方が「あやざき」であった。
普段はナイーブかつ温厚な性格で、悲しみや怒りは露骨に表面に出すことは少ないが、悪い方向へと考えがちで、自分の居場所がなくなることを極度に恐れている。迷惑と感じている人物（特に虎鉄）には意外と容赦がなく、普段は優しい人物に対しても、状況によっては非情になるサディスティックな面も持っており、千桜からは「意外とスパルタ」と称された。一人称は「僕」だが、連載初期にはモノローグで時折「オレ」となっているシーンもある。二人称は「君」もしくは「あなた」だが敵対視している時はお前呼ばわりをしているかあんた呼ばわりをしている。
あまり自己主張はせず、周りに流されやすい。自分勝手な両親のせいもあり人並みの幸せや愛情を受けられなかったため、世の中に対してとても荒んだ面も持つが、常識的な感性は失っていない。いつもは決して露骨に出たりしないが、社会の渡り方をよく知っている人間でもあり、時々そういった性格が垣間見えるときがある。大人の中で過ごしたために人前で話したりするのは得意であり、無茶振りをされてもソツなくこなしている。アルバイトのおかげで家事から読唇術まで何でもできるが、逆に完璧にやろうとして落ち込んでしまう面もあり、働いていないと落ち着かない性格でもある。本人も認めるほど女性の接し方が苦手であり、言葉に詰まって突拍子な行為をしてしまったり、説明不足で誤解を生むような発言・不用意な言動も多く、マリアには呆れられたりナギやヒナギクに殴られたりすることもある。ちなみに連載ごく初期はナギ同様やや破天荒な性格をしており、マリアに呆れられるという流れの話も数話あった。
伊澄の母の初穂曰く、ナギの家族の紫子やシン・ハイエックに似ていて、ナギも温泉で酔った際にハヤテを紫子と勘違いしている。似ている点は「いいかげんなところ」だという。
基本的に人には誰に対しても丁寧語や尊敬語を使っているが、その場の状況で敵対関係にある人物や動物に対しては常にタメ口で接している。また、普段敬語を使っている人でも、ツッコミを入れるときや激怒したときに口調が砕ける事もある。なお、幼少期に知り合ったアテネは普段から対等に接する数少ない人物であり、彼女と会話する際には幼少期に還ったかのような幼い口調になる。第1話では原作・アニメ共に同級生達に対等に接しており、潮見高校で歩と再会した際にはタメ口混じりで話していた描写もある。また、ナギに対しても初対面の時点ではタメ口であり、原作では彼女の執事となった直後の会話でも丁寧語を使っていないシーンが僅かにある。幼稚園時に植え付けられた恋愛観を持っており、ヒナギクが初対面時「情緒が小学生並み」と評するほどに純情だが、ナギ等の年下相手には無関心ゆえにではあるが大胆なことを平気でする等、落差が激しい。美希にエロ本を見せられても赤面して後ろに振り向くなど、女性に関しては消極的で、理沙曰く「白皇で一番人畜無害な男」。ヒナギクに「お風呂一緒に入りたい？」と聞かれた時も動揺している。その一方、女性の着替えや風呂場での遭遇が多く、そのたびに顔を赤らめる（ナギに対してはない）。マリアや咲夜曰く、「純情で素直な少年」とのことだが、目の前でカユラが着替えはじめても「平気」と言ったり、ヒナギクが着替え中を予想しながら平然としていたりする場面もみられる。
執事としてナギを良い方向に導くことを目指してはいるが、マリアにナギを甘やかしていると指摘されることが増えた。もっとも、持ち前のスペックの高さからか、だんだんと執事として優秀な様を見せ、特にアニメでは執事長であるクラウス以上にナギをうまく扱えるようになっている。当初ハヤテをやめさせようとしていたクラウスも、第7巻以降、表立ってハヤテをやめさせようとすることはなくなった。
金運をはじめとした極度の不幸体質で、両親と生活していた時代はもちろん、ナギに雇われてからも何度も不幸にあっている。誤解のせいでナギから伊澄へ1億5千万円で売られたり、雪路に妨害された影響で入学試験に不合格になったりと、冗談で済まされない出来事もあり、落ち込んだりすることもある。また、どうでもいい時に幸運を使い果たしてしまう。執事としての給料はほとんど借金返済に当てており、ハヤテが自由に使える金は1か月あたり5000円にも満たない。そんな中でも世話になった人間のプレゼントにお金を割いているので常に金欠になっている。3泊するために持たされた100万円も、屋敷を出た途端に災難に見舞われた人に続けて遭遇し、見過ごすことも出来ずに渡し続けて1日で残り12円になった程である。将来の夢は「3LDKに住むこと」。
実は連載最後にハヤテが言うセリフは初めのうちから決まっているが、現在のハヤテでは言えないとのこと。作者が思い描くエンドは、現在の調子と全く違うためか常に「グッドエンド」ではなく「トゥルーエンド」と言っている。

## 容姿
身体が華奢で女顔かつ童顔であるのが特徴。初対面の人間には「幸薄そう」「お金に縁がなさそう」などと言われ、執事と名乗ったり、お嬢様キャラと一緒にいたりするとしばしば不審者に間違われる。髪型に癖があり、前髪が盛り上がっていることと頭頂部の逆毛が特徴で、連載中期以降は逆毛が大きく強調して描写されている。髪はややブルーがかった灰色（アニメではややくすんだ水色）で描かれている。瞳は青色。平時は執事服を着用し、帝から与えられたペンダントを服の下につけている。私服は普通に年相応の格好。学校に行く時も分かりやすいことと気合が入るため常に執事服を着ており、制服は事情がある場合以外は着ていない。原作では「ブサイクではないけれど（雪路が）言うほどかっこよくもない」と評されていた。ナギや歩には実際より格好良く見えているようだ。ルカによると肌の質はかなり綺麗らしく、千桜は肩を揉んでもらった際に「いい匂いがする」と言っている。ちなみに後者は作者曰く「おひさまの匂い」でありさわやかな香りとのこと。

## 能力・技術
豊富なバイト経験で、多彩な技術と超人的な身体能力を持っている。バイトの例として、麻雀の代打ちや遠洋漁業、自転車便、プールバー、首都警特機隊などがあげられる。自転車の最高速度は200km/hほどで業界最速と言われていた。車や列車を相手にしてもそれ以上のスピードを長時間にわたって出せる。また、自転車に乗れないルカにスパルタ教育を施して一晩で乗れるようにしている。清掃やケーキ屋のバイトをしたことがあるため、家事も得意である。漫画を描いて賞を貰ったこともあり、彼が描いたブリトニーちゃんは読者人気投票ではナギが描いたものより人気があった。
ハヤテは料理、洗濯、掃除、裁縫と女の子らしい特技を有している。特に料理の腕は「喫茶どんぐり」の喫茶店としては大量かつ理不尽な注文を一人で捌き切るほどの手際で、味も高評価である。喫茶店店長経験やバリスタ技術もある。清掃も業者相手にダメだし出来る。ヴァイオリンも得意で、社交ダンスも踊れる。また、ワタルのレンタルビデオ屋に会員になった時に身分証明書として運転免許証を出したことからなんらかの運転免許も持っている。アニメ第1期第48話ではあやとりの腕前もすごく、ムラ○メライガーもできる程である。
鍛練の賜物から、不死身といえるほど体が丈夫で、時速80kmの自動車に正面からぶつかっても、大量出血状態で極寒の海に入っても、ジャッキーの真似で白皇の時計塔の上から飛び降りても、走っている電車から飛び降りてそのままトラックに轢かれても、死なず、怪我をしても少しすれば回復する。怪我で動きが鈍くなることもあったが、段々と丈夫になっている。幼少期には両親から肉を食わせてやると言われサファリパークでライオンの群れの中に放り込まれ、餌を強奪したこともあった。ドアの前に立った人の気配を感じることが出来る。
また、結構な大食いながらどれだけ食べても体脂肪率が5%以上にならないという驚異の体をもつ。
武器があれば妖怪退治もでき、伊澄の力が失われた際は攻撃系の術が使えない初穂達の代わりに倒したこともある。黒鍵やMG42機関銃を使用できるなど武器の扱いにも熟達し、爆発音から使用された爆薬の種類や数を把握している。他にS○Kで習ったという読唇術も使えるが殆どが誤読である（しかし自分ではよくできていると思っている）。またかなりの怪力で、スーパービュー踊り子のドアを腕力だけでこじ開け、体重300kgのタマの首を足で挟んで投げ飛ばした上に首の骨を折り、前述のMG42機関銃についても、重量11.6kgの本銃を右腕だけで悠々と射撃していた。
知識も豊富で、アクセサリーの類から鉄道関係まで多岐に渡る。また漫画やアニメに関することにも詳しく、ナギと一晩語り明かせるほど。過去の経験から借金取りがどのタイプのヤクザかを一目で見わけるという、できれば一生目覚めて欲しくない能力を持っている。絵画を偽物か本物と瞬時に見分けることができる。執事として、神出鬼没のライセンスをデフォルトで備えていたりする。ナギによると、ファッションの知識も豊富なようである。ただし、語学力については日本語以外あまり得意ではない様子で、アニメ第1期第42話では「1.5ヶ国」と書かれていたが、周りの優等生が凄すぎるだけであり、成績の悪い泉、美希、理沙に勉強を教えるなど水準以上の学力は持つ。
また知り合いの女性の誕生日は一度聞いただけで覚え、細やかながら必ずお祝いをしているため、マリアからは「モテるタイプ」と感心された。他にも、ナギやムラサキノヤカタの住人たちの好み等を事細かに覚えるなど、大いに気配り上手ぶりを発揮している。
このように、能力的にはほぼ弱点が存在せず、ナギやマリアに「ハヤテはパーフェクト超人」と言わしめるほどのスペックを誇る。
アニメ第1期第38話では理事長に執事の力を吸い取られ、サイボーグ執事や「プリンセス・ゴッド（姫神）」に敗れたが、ナギの激励で力を取り戻す。姫神にはナギのことを頼むと言われている。

### Bダッシュアタック
ヒムロから「一流の執事なら必殺技ぐらい持ってて当然」と指摘され、会得した必殺技。だが未完成であり、ハヤテは納得していない。そのためか「必殺技を会得したら見せて欲しい」と言ったヒナギクには披露していない。技自体はリィン・レジオスターが考案したもので、「主を思う気持ち」が必要な技。作者によればこの技は自身のHPを任意に消費しその分相手にダメージを与える技。当初は限界以上の力で行ったため、全身の骨がおかしくなった自爆技でもあるが、威力自体は絶大。使ったときに大きな風が吹きスカートをめくり上げる作用があり、泉に見せるために神父がこの技を使うことを提案したときは、これが本当の狙いとなっている。当初は「疾風のごとく」が仮名称だったが、ヒナ祭り祭りでヒナギクと対峙した際に出現したハヤテの天使、マスター・ペスト（和装女性の姿のリス）はこの技を「Bダッシュアタック」と勝手に命名した。なお、マスター・ペストは、登場してわずか2ページでヒナギクに正宗で破壊されている。
アニメでは、第1期前期オープニングにこの技が登場しており、同第39話でヨーくんを倒すときに発動した。

### 稲妻キック
天の声曰く修行と努力を積んだ者のみが習得できる必殺技。だがハヤテは修行などは特にしていないと言っていた。アニメでハヤテが歩に襲いかかっていたタマを吹き飛ばすほどの威力がある。

## 対人関係
強くて頼りになる上に優しく、顔も悪くはないので、ナギを筆頭に作中の同年代〜年下の女の子には、少なからず好意を寄せられており、マリアは「天然ジゴロ」と評している。ただ、幼稚園時に出会ったアテネの影響で、女の子を養う甲斐性の無い男は恋愛をする資格がないと思っている。また、アテネとの別れの影響で、他人の恋心に対しては敢えて鈍感にしており、潮見高校時代には歩が弁当を作ってきていたり、一緒に遊園地へ行っているにもかかわらず、当時はその好意に気付かなかった。歩が観察するには「大人っぽく頼りがいがあり綺麗で優しい女性」が好みで、マリアにほのかに好意を抱いているのではないかと気づいている。実際、ハヤテがマリアを意識している描写は度々あったが、アテネの登場以降、そういった描写はあまり見られなくなった。ナギ、歩、ヒナギク等ハヤテを慕う娘らによって彼を巡る三角関係が本人の知らぬ間に構築されており、彼女達との関係が些細な事で瓦解しかねない危険な状況に進みつつある。
基本的に自分の年下は当然、子供なので恋愛対象として見ておらず、天の声は「子供が恋愛対象にならない健全な主人公」と称している。本編で最初に彼に告白をしたのは伊澄だが、「子供に好かれやすい体質なのかも」と思うだけだった。咲夜に関しても全く反応しない。
ナギに対しても理性上は子供か妹としか見ていない。ただ、多少意識しているような描写も時折ある。一度第4巻第6話で歩に告白された時に泣いているナギが頭をよぎったことがあり、実は自分は心の中ではナギが好きなのではないかと疑ったが、その時はその後のナギの行動を見て、あれは世話のかかるナギが心配だから頭をよぎった、と本人は解釈している。その後もナギを大切に思う気持ちに関してこのような解釈をし続けている。だがナギとの関係は双方誤解の上に成り立つ非常に危険なもので、作中では「二人の間には爆弾がある」と表現されている。それでもなかなか誤解を解けないのは、事情を知っているマリアがナギをキレさせてしまうのを恐れているためと、ハヤテ自身が自分の命を救ってくれたナギのことを「世界で一番大事な人」だと考えているためである。また、ナギの危機に現れ必ず助けるヒーローという性質が強いので、それも誤解が解けにくい一因となっている。一方、本人は自覚しておらずたまにではあるがナギに対してかなり破廉恥なことをしている。ナギを子供扱いしており羞恥心が無いためだが、やられているナギ本人は相当効いている。女の子はお姫様だっこが基本。
ヒナギクにはマラソン自由形で勝利して以降、事あるごとに叱られており、彼女が不機嫌になったときには何か失敗をしたのか、と思ったり、実際にホワイトデーで歩へのお返しをし損なった時には露見するのを恐れている。普段と違って怒らないヒナギクの機嫌を取るため、美希と理沙から映画に誘ってご機嫌をとるよう言われ、映画に誘った時にもヒナギクの笑顔にものすごく恐怖を感じていた。ヒナギクにはアテネとの関係をある程度詳しく話しており、結果的にヒナギクを悲しませてしまう事になったが、元々鈍感な事や自身もアテネの件で悩んでいた事もあり気付く事はなかった。また以前はヒナギクを意識している描写もあったが、徐々に減って行き、アテネの件以降はヒナギクに対してデリカシーの無い発言や行動が増えており、知らずの間にヒナギクを悲しませている。ルカの告白の一件から「もしかして」という程度にはヒナギクの好意に気づき始めている。
歩に関しては、第4巻での告白を二次元が恋人と断ったが、バレンタインデーなどで喰い下がる彼女と告白の返事を保留するという関係を築いている。夜の潮見高校に忍び込んだ時、強盗に襲われた歩を助け「とても大事な人」と言っており、その後もミコノスや歩の服を着て女装する際にも、異性として意識している描写がみられる。
咲夜や泉からもかなり好感を持たれている。さらに、異性だけでなく男性にも結構好かれており、ワタルからは少し憧れられているほか、東宮は友達として意識しているような素振りを見せている。虎鉄からは別の意味で好かれているが、虎鉄に抱きつかれると容赦なく殴りつけるのは定番。また、何かにつけて雪路、ヒムロ、シスターの3人に金銭関連で絡まれ、麻雀での賭けを強要されたりする。こういった場合には、何とか場を逃れようと考えを巡らせている。
両親に対しては借金を押し付けて消えたことに加え、それ以前のネグレクト同然の仕打ちや非常識な素行と生活態度から完全に憎悪しており、「ろくでなし」「人間失格」「更生はありえない」「悪いだなんて1ミリも思っていない」などと断言したり、死に掛けたときも親が保険金で喜ぶのが心残りなあまり蘇った事がある。ただし兄のイクサの事は気に掛けており、生死も分からないながら、いつか探し出したいと考えている。また、劇場版では今は亡き祖母の鈴音との思い出を大事にしている様子がうかがえる。
第28巻で夜空の放った刺客ロボットと交戦中にコンサート会場へ戻る途中の水蓮寺ルカと偶然出会うが、この戦闘で彼女に大怪我を負わせてしまう。このため彼女をコンサート会場へ送り届け、また一時的に着替え役も担当、その時頬にキスをもらった。その後、ルカに偶然にも再会し彼女と交友を深めていくが、ルカがアイドルと同人漫画の両立により一時過労で倒れてしまったため、ルカのお願いによりハヤテが彼女の体調管理をすることになった。ルカが「ムラサキノヤカタ」に逃げてきた際には集からしばらくの間マネージャーを務めるように言い渡されている。第28巻時点でルカにはに女の子と勘違いされたままであったが、第30巻で理沙と美希が首を突っ込んできたことによりルカには男の子であることを知ってもらえたが、ルカは男の子であることを知らずに接していたために恥ずかしがって逃げてしまう。その後、ルカがトラックに轢かれそうになったところを助け、ハヤテ自身は性別を偽っていたこと（最もハヤテにはそんなつもりはなかったが）を謝罪した。また正体を知ってからのルカはハヤテを少なからず異性として意識しているようであり、歩にハヤテに告白したら恋人になってくれるかどうか聞いている。また、ハヤテ自身もルカの事を意識している描写も少なからずあるが、本人はルカと付き合う気はなく、療養中の山小屋で告白されても「僕には執事として守らなければいけない女の子がいます」と断っている。

## 女装
ハヤテは体が華奢で女顔かつやや童顔で、さらに家事が得意・他人へのプレゼントにクッキーを選ぶ・よく語尾にハートマークがつく・繊細でよく泣き出す・叫び声が「キャー!」であるなど、女の子っぽい面が強く、内面も女性的であり、ハヤテを女性だと勘違いしていたルカがハヤテの肌に触れた際には絶賛しており、ハヤテに肩を揉んでもらった千桜は「いい匂いがする」と言っている。作中ではそんな印象から（ナギやマリアの想像なども含め）度々女装姿が描かれる。ナギやマリアもハヤテがバレンタインでチョコをあげても大丈夫じゃないかと言っている。ハヤテ本人には女装する気は全くなく、女装させられてしまったときは目にうっすら涙を浮かべながら嫌がり、人目を気にしている。しかし、女装中は無意識のうちに言葉遣いや仕草が少し女の子っぽくなっている。これまで着せられた衣装はセーラー服から濃いコスプレ衣装まで多い。現在ではナギ以上にマリアから気に入られており、ことあるごとに女装させられそうになる。卓球勝負の約束で虎鉄と2人でメイド姿で働かせる権利をマリアに握られているが、使われていない。ナギが同人誌のネタにするため、歩の私服で女装するように命じたこともあったが、髪型まで歩にあわせている凝りようだった。
他にも、作者は「半分女の子」「たまにヒロイン」「作中数少ないやさぐれ系キャラ」とコメントしている。また、アニメの監督・川口敬一郎は「ハヤテと女装ハヤテは別キャラ扱いでいい」「骨格も女の子で」と言っている。

### 綾崎ハーマイオニー
ハヤテの女装は最初のころはほんの1話にしか出なかったり、キャラの空想による1コマのみの登場だった。しかし、作中の「ヒナ祭り祭り」では、ヒナ人形の呪いによってハヤテが数話にわたって女装させられてしまった。この時にハヤテが虎鉄に声をかけられて、女装しているとバレないために咄嗟に口にした偽名が「綾崎ハーマイオニー」だった（J・K・ローリングの小説『ハリー・ポッターシリーズ』に登場する架空の魔女の名前ハーマイオニー・グレンジャーにちなむ）。最初はネコミミのようなホワイトブリムをつけたメイド服を着せられていた。本人はこの姿を他人に見られるのをとても嫌がっており、「ヒナ祭り祭り」ではカムフラージュに白魔道士のマントを着用したが、虎鉄にぶつかって脱げてしまった上に一目惚れされた。途中で呪いの原因の人形師ぜぺっどにより、ウサミミ、ミニスカートでニーソックスの際どい衣装にされる。ぜぺっど曰く「もっと恥ずかしい格好」にもできたとのこと。しかし、虎鉄がナギを誘拐したため、祭りに集まった大衆の中を走り抜けなければならなくなったり、美希たちに動画で隠し撮りされ、さらに虎鉄に同性婚の認められているオランダで結婚することを迫られる等の相当恥ずかしい目にあった。これらの事から、ハヤテはいつもの姿からは考えつかないほど虎鉄に対して邪険にしており、遇う度に「変態」呼ばわりしている。虎鉄がナギの誘拐の刑で執行猶予になった際には「一生、捕まっていればよかったのに」と言い、彼との卓球では「僕が勝ったら、死んでください」と冗談抜きで突きつけるほどである。しかし、高尾山では二人で「ダブル執事キック」を放つなど息のあった面も見せている。
綾崎ハーマイオニーは、作者によるとある理由から「読者がひくぐらいのこと」をしようとして登場させたが、一部の読者（主に20代男性）から絶大な支持を得ることとなった。男の子キャラなのにかわいく人気があるという部分が半分ネタのように扱われ、ナギとマリアに続く3人目のメインヒロインとして扱われたり、プロフィールのページを「綾崎ハヤテ」とは別に、しかも見開き2ページ使って用意されたりと特別な待遇を受けている。作者によれば本来ハヤテは「ヒナ祭り祭り」の話では完全に女性化する予定だったのだが「なんだかそれはやりすぎな気がしたのでこのあたりで落ち着きました」と。また、ワタルも女装させ、ミスコンを開くつもりだったという。
アニメ第1期第36話では、クラウスを励まそうと女神の姿になったときにこの名前を名乗っており、アニメでは声質も女性的になる。
ネコミミハヤテ
マリアとナギがいたずらかつ悪ノリでハヤテにコスプレさせた姿。青いメイド服にネコミミをつけた姿。ナギとマリアはその姿を絶賛したが、ハヤテ自身は「男らしくない」「クラウスさんに見つかったらクビになっちゃいますよー！」と困惑していた。
タマからは発情され、危うく交尾の対象として押し倒されそうになったほか、クラウスからは女性と勘違いされ、飛び掛られてしまうが、抱きつこうとしたクラウスをマリアがパンチマシンで撃退（原作では箒で殴られる）し、事なきを得た。
メイド戦士メイドスター
コミックサンデー会場にナギが心配でこっそり見守りに来たハヤテが、虎鉄にそそのかされメイド服を着せられた姿。そのまま成り行きでコスプレ大会に参加させられてしまう。
イベント会場を混乱させるため法仙夜空が送り込んだガンガルと戦う羽目になってしまい、ヒーローショーに見せかけるためメイド戦士メイドスターと名乗り戦う。戦闘中に巻き込まれて負傷した水蓮寺ルカとこの姿で初めて出会ってしまい、しばらく彼女に女の子と勘違いされてしまう。

## 人気投票
第1回人気投票では3位を記録しているが、「綾崎ハーマイオニー」が13位、さらに「女装ハヤテ」が19位に入っている。この別に集計している全てを合計しても1位のヒナギクには及ばないものの、マリアを抜いて2位になる。また、2007年10月の「秋葉原エンタまつり2007」で開催された「ハヤテのごとく!キャラクター人気投票in秋葉原」では、男性キャラとしては1位の座を守ったものの、全体では第6位と伸び悩み、2008年4・5月の「ハヤテのごとく!キャラクター人気投票in大阪・日本橋」でも6位止まりであった。

## アニメ
第1期第1話の誘拐を企む場面で、ハヤテの天使と悪魔が登場する（声はどちらも白石）。姿かたちはハヤテの顔をしている以外はごく普通であるが、一般的な位置づけとは異なり、誘拐を進言したのは悪魔ではなく天使であり、逆に悪魔が諭すという構図であった。
第1期第7話にてビデオタチバナの会員登録をしている父親の身分証明書（原動付自転車免許）には「昭和○×年11月11日生まれ・平成12年3月15日免許取得・平成17年6月2日交付・平成22年11月11日まで有効」と、ハヤテと誕生日が同じに書かれている。これがハヤテの父親本人のものかは不明。
アニメ第1期開始以前の原作では全ての話に登場していた（ミニ外伝は除く）ハヤテだが、第1期第10話では演じる白石の療養のため、ハヤテのキャラクターソングがBGMで流れたのみで一切ハヤテのセリフが無く、スタッフロールにクレジットがなかった。現在では回想シーンのみの登場や一切登場しない話も存在する。

## 家族
綾崎 瞬（あやさき しゅん）
声 - 浜田賢二
綾崎兄弟の父。妻共々ハヤテに借金を押しつけて失踪し、長い間回想場面だけの登場だったが最終章にて漸く登場。回想場面では「父」の文字の入ったシルエットで描かれていたが、後に素顔で登場。野球賭博に熱中し、金に執着している割には「自分探し」と称して定職に就かないでいた。
ハヤテによれば、詐欺（4歳の頃に絵画販売でハヤテに片棒を担がせていたなど）や窃盗（ハヤテの幼稚園で子供達から給食費を盗むなど）など悪行三昧であった。ハヤテを丸め込んで大事な指輪を質屋に売り飛ばす行為もしており、幼少期のハヤテとアテネの仲を破壊する原因を作った張本人である。
表面上は気弱かつ温和で誠実穏やかな雰囲気を漂わせる人物だが、本性は自身の利益の為に他人は勿論の事、身内を食い物にする事さえもなんとも思わない卑劣漢。
「最終章」においては、不動産屋に扮してハヤテやナギの友人である千桜に接近。世間話のフリをしつつ巧みな話術でハヤテとナギの現況を聞き出し、息子を通じて三千院家の遺産のおこぼれを得ようとしていた。しかし、その陰謀が明るみになると、ハヤテとナギの間にあった誤解（当初ハヤテが営利誘拐を企んでナギに接近したこと）を暴露し、二人の信頼関係を完全に破壊してしまった。おまけに計画が破綻した後もハヤテを利用しようと企んでおり、彼を一生使い潰すつもりだったようだが、最後はヒスイの攻撃で乗っていた車が大破し、妻をも見捨て逃亡した挙句全ての真相を知ったイクサに捕まり殴り倒された末、その身柄をヒスイの元に引き渡されるという自業自得の末路を辿った。
ハヤテの母
声 - 村井かずさ
綾崎兄弟の母。本名不明。夫共々ハヤテに借金を押しつけて失踪し、長い間回想場面のみ登場だったが最終章にて漸く登場。回想場面では「母」の文字の入ったシルエットで描かれていたが、最終章では素顔で登場。
夫同様に人間性は完全に破綻しており、息子達に対する愛情は皆無。パチスロ（アニメ第1期では「ドラムがくるくる回る夢の攻略」）や競馬に夢中になってハヤテの育児を蔑ろにしている上、その金はハヤテのバイト代や給食費から着服しているなど、ハヤテを自分達夫婦のための搾取の対象としてしか思っていない。子供のような絵を描いていることが多い。
「最終章」では神埼という偽名を名乗り、ナギの母・紫子によく似た姿に変装してナギに接近。「若い頃に幼い子供を亡くした」という作り話でナギの同情を買い、マリアがいなくなったせいで病みつつあった彼女を利用しようと企んだが、瞬の陰謀がバレたことを知るとナギに自身の正体と目的を明かし、ナギの心を完全に折ってしまった。だが、最終的にヒスイの「王玉」の力を得る計画を破綻させてしまい、激怒した彼女によって車を破壊され、瞬からも見捨てられた挙句、ヒスイに追い詰められて悲鳴を上げて観念した。ヒスイ曰く「私が全財産を使ってお前たちに地獄をやろう」とのことなので殺されてはいないらしいが、（イクサが止めていなければ）夫婦ともども三千院家の莫大な遺産を使用した、死ぬまで続く拷問を受けたことが示唆されている。
綾崎 イクサ（あやさき イクサ）
ハヤテの兄。弟とは対照的に筋肉質で雄々しく、黒髪で鋭い目つき、そして額に十字の傷を持つ。ハヤテよりも随分と年上で、ハヤテが幼稚園児だった頃に既に高校に通っていた。彼の登場シーン（回想）では紫子らしき人物と会話していた。正義感が強く人が助けを求めているのを感知する能力があり、街で困ってる人を見かけてはその人を助けることに熱中してフラフラとどこかにいなくなってしまう癖があるが、良識的な性格でハヤテが唯一慕っていた家族だった。幼年期に誤解が原因でハヤテと別れたアテネの助けを呼ぶ声を感じ、「王族の庭城（ロイヤル・ガーデン）」に駆けつけ、キング・ミダスを倒し、アテネを外へ連れ出している。ハヤテに王玉を手渡されている。
現在は海の家「人命」で働いており、数年前に記憶を失った状態で黒須が治療しようとしたが、本人は「男に過去は必要ない!!」と治療に協力的ではなかった。
作者によれば、季節が進めばいつかはハヤテ的に衝撃的な形で登場させる予定であるとのこと。
『海の勇者ライフセイバーズ』にもイクサ同様に額に十字の傷を持つ人物戦部大和が登場しており、本作第25巻と『畑健二郎初期作品集 ハヤテのごとく!の前』の帯、及び同書の本作第25巻広告ページで彼との関連が示唆されている。
彼も弟同様自分勝手な両親を憎悪しており、記憶を取り戻すと両親が弟とナギを陥れたと知るや激怒して容赦ない制裁を加えた。
綾崎 鈴音（あやさき すずね）
ハヤテの祖母にして、綾崎瞬の母親。息子夫婦とは異なり、真っ当かつ愛情深い性格だった。
鈴音（すずね）
声 - 遠藤綾
田舎を訪れたハヤテの前に現れた謎の少女。幻術を操り、ナギ（と巻き込まれた生徒会三人組及びカユラ）を幻の遊園地の中に監禁。同時にハヤテたちからナギに関する記憶を抹消、さらにハヤテに対して1億5千万円ほどの価値を有するダイアモンド原石を手渡し、執事を辞めることを要求する。綾崎鈴音の残留思念。事件を起こした動機は「ハヤテが借金に縛られて不幸な人生を送っている」と心配したためであったが、ハヤテ自身からそれを否定されたことで安堵し、消滅した。幻術で作り出した遊園地は過去にハヤテと一緒に訪れた時のものであり、ハヤテと彼女の最後の思い出となっている。

## ディスコグラフィ

### シングル
|   | 発売日        | タイトル                                    | 規格品番  | オリコン 最高位 |
| - | ------------- | ------------------------------------------- | --------- | --------------- |
| - | 2007年5月25日 | ハヤテのごとく！ キャラクターCD1 綾崎ハヤテ | GNCA-0055 | 44位            |

### その他参加作品
| 発売日  | 商品名                                                                       | 歌                                                                                       | 楽曲                                                     | 備考                                                                          |
| 2007年  | 2007年                                                                       | 2007年                                                                                   | 2007年                                                   | 2007年                                                                        |
| ------- | ---------------------------------------------------------------------------- | ---------------------------------------------------------------------------------------- | -------------------------------------------------------- | ----------------------------------------------------------------------------- |
| 7月25日 | ハヤテのごとく！ キャラクターCD EXTRA「白皇学院校歌」                        | 綾崎ハヤテ（白石涼子）、マリア（田中理恵）、三千院ナギ（釘宮理恵）、桂ヒナギク（伊藤静） | 「白皇学院校歌」                                         | テレビアニメ『ハヤテのごとく！』関連曲                                        |
| 8月24日 | ハヤテのごとく！ ドラマCD1/綾崎ハーマイオニーと秘密の課外授業                | 桂雪路（生天目仁美） featuring 綾崎ハヤテ（白石涼子）                                    | 「もっと素顔でハーマイオニー」                           | テレビアニメ『ハヤテのごとく！』関連曲                                        |
| 2008年  |                                                                              |                                                                                          |                                                          |                                                                               |
| 3月7日  | ハヤテのごとく！ ドラマCD2/疾走!白皇学院バスツアーとマリアさんの独り言       | マリア（田中理恵） & 綾崎ハヤテ（白石涼子）                                              | 「夢の中でもそばにいる」                                 | テレビアニメ『ハヤテのごとく！』関連曲                                        |
| 3月21日 | ハヤテのごとく！ キャラクターCD11 綾崎ハーマイオニーVS魔法少女プリティ・ナギ | 綾崎ハーマイオニー（白石涼子）                                                           | 「Oh! My Honey」                                         | テレビアニメ『ハヤテのごとく！』関連曲                                        |
| 2009年  |                                                                              |                                                                                          |                                                          |                                                                               |
| 3月6日  | 「ハヤテのごとく!」キャラクターカバーCD 〜選曲:畑健二郎〜                    | 綾崎ハヤテ（白石涼子）                                                                   | 「木の芽風」                                             | テレビアニメ『ハヤテのごとく！』関連曲                                        |
| 7月22日 | ハヤテのごとく!! キャラクターCD 2nd series 04 綾崎ハヤテ                     | 綾崎ハヤテ（白石涼子）                                                                   | 「underage」 「笑顔のために」                            | テレビアニメ『ハヤテのごとく!!』関連曲                                        |
| 9月9日  | カラコイ〜だから少女は恋をする〜                                             | 三千院ナギ（釘宮理恵） & 綾崎ハヤテ（白石涼子）                                          | 「カラコイ〜だから少女は恋をする〜」                     | テレビアニメ『ハヤテのごとく!!』エンディングテーマ                            |
| 2011年  |                                                                              |                                                                                          |                                                          |                                                                               |
| 9月21日 | ハヤテのごとく！ キャラクターCD COLLECTION/三千院ナギ&マリア                 | HAYATE's COMBAT FRIENDS                                                                  | 「ピeeeeeeeeeeeeeス！ 〜ひつじの手もかりたい〜」         | テレビアニメ『ハヤテのごとく!!』関連曲                                        |
| 2013年  |                                                                              |                                                                                          |                                                          |                                                                               |
| 1月30日 | ハヤテのごとく！ CAN'T TAKE MY EYES OFF YOU Original Soundtrack              | 綾崎ハヤテ（白石涼子）、三千院ナギ（釘宮理恵）、水蓮寺ルカ（山崎はるか）                 | 「Here I am,Here we are（最終夜ver.）」                  | テレビアニメ『ハヤテのごとく！ CAN'T TAKE MY EYES OFF YOU』エンディングテーマ |
| 5月8日  | CAN’T TAKE MY EYES OFF YOU                                                   | 綾崎ハヤテ（白石涼子） & 三千院ナギ（釘宮理恵）                                          | 「CAN’T TAKE MY EYES OFF YOU」 「Here I am,Here we are」 | テレビアニメ『ハヤテのごとく! CAN'T TAKE MY EYES OFF YOU』関連曲              |
| 5月8日  | CAN’T TAKE MY EYES OFF YOU                                                   | 綾崎ハヤテ（白石涼子）                                                                   | 「ヒロインはここにいる！」                               | テレビアニメ『ハヤテのごとく! Cuties』エンディングテーマ                      |
| 5月8日  | CAN’T TAKE MY EYES OFF YOU                                                   | 綾崎ハヤテ（白石涼子）                                                                   | 「ブルー・バード」                                       | テレビアニメ『ハヤテのごとく! CAN'T TAKE MY EYES OFF YOU』関連曲              |
| 5月8日  | CAN’T TAKE MY EYES OFF YOU                                                   | 綾崎ハヤテ（白石涼子）、三千院ナギ（釘宮理恵）、マリア（田中理恵）                       | 「Invitation 〜君といる場所で〜」                        | テレビアニメ『ハヤテのごとく! Cuties』エンディングテーマ                      |